# بوب إينغيرسول
بوب إينغيرسول (بالإنجليزية: Bob Ingersoll)‏ هو كاتب ومحامي أمريكي، ولد في 13 أكتوبر 1952.